# Toxochelys
Genre
Toxochelys est un genre éteint de tortues marines omnivores de la famille des Toxochelyidae. Les fossiles trouvés datent du Crétacé supérieur.

## Liste des espèces
- † Toxochelys brachyrhina
- † Toxochelys moorevillensis